# ديف ريتشارد بالمر
ديف ريتشارد بالمر (بالإنجليزية: Dave Richard Palmer)‏ هو مؤرخ عسكري أمريكي، ولد في 31 مايو 1934 في أدا في الولايات المتحدة.